# Emerald Tears
Emerald Tears est un album de Dave Holland.

## Description
Emerald Tears est le premier album solo de Dave Holland qui joue donc sans accompagnement six de ses compositions, Solar de Miles Davis et B-40/M23-6K/RS-4-W d’Anthony Braxton. S'il joue majoritairement en pizzicato, Holland sait aussi manier l’archet comme il le montre sur Combination notamment. D’après les critiques spécialisées, cet album témoigne de la maîtrise de son auteur et constitue une vraie déclaration d’amour à son instrument, la contrebasse,.

## Titres
Sauf indication, tous les titres sont composés par Dave Holland
1. Spheres (6:01)
2. Emerald Tears (6:34)
3. Combination (5:21)
4. B-40/M23-6K/RS-4-W (Anthony Braxton) (5:19)
5. Under Redwoods (6:38)
6. Solar (Miles Davis) (6:21)
7. Flurries (4:39)
8. Hooveling (4:04)

## Musiciens
- Dave Holland – contrebasse